# Coreses
Coreses est une commune espagnole de la province de Zamora dans la communauté autonome de Castille-et-León.

## Personnalités liées à la commune
- Ramón Álvarez Moretón (es), artiste,
- Atilano Vecino (es), joueur de football.